# Vincent Blondel
Pour les articles homonymes, voir Blondel.
Vincent Blondel, né le 28 avril 1965 à Anvers, est un ingénieur, mathématicien et homme politique belge. 
Notamment recteur de l'UCLouvain de 2014 à 2024, il est membre de l'Académie royale de Belgique, et a également été président de la Guilde des universités européennes de recherche de 2017 à 2022, de l'université européenne Circle U, et du Conseil des recteurs de la Fédération Wallonie-Bruxelles (CRef).
Ingénieur et Professeur de mathématique appliquée de l'UCLouvain, il a été professeur invité au Massachusetts Institute of Technology. Ses recherches portent sur les domaines de la théorie mathématique du contrôle et de l’informatique théorique. Il est principalement connu pour ses contributions en théorie de la complexité, coordination multi-agents et en réseaux complexes,. Il est également connu pour être l'un des concepteurs de la Méthode de Louvain.
Membre des Engagés, il est élu membre du Parlement wallon en juin 2024 et désigné sénateur en juillet 2024,. En février 2025, il devient président du Sénat de Belgique,, devenant ainsi son potentiel ultime président.

## Biographie
Vincent Blondel, fils d'Alfred Blondel et frère de François Blondel, a commencé son parcours à l’Université catholique de Louvain où il a obtenu en 1988 le diplôme d’ingénieur civil en mathématiques appliquées. Il obtient par la suite un master en sciences mathématiques de l’Imperial College of Science and Technology à Londres (1991), un baccalauréat en philosophie à l’Université catholique de Louvain ainsi qu’un doctorat en mathématiques appliquées (1992), toujours à Louvain-la-Neuve. Il a également réalisé un mémoire en ingénierie à l’Institut polytechnique de Grenoble.
Professeur à l'Institut de Mathématiques de l'Université de Liège (1995-1999), il préside le département de mathématique appliquée de l'UCLouvain de 2001 à 2009.
En 2009, il se présente une première fois à l’élection du recteur de l'UCLouvain. Visiting Professeur et Fulbright Fellow au Massachusetts Institute of Technology (2010-2011), doyen de l’École Polytechnique de Louvain (2013-2014), il est élu en 2014 cinquième recteur laïc de l'UCLouvain (au suffrage universel pondéré). Il se représente en 2019 et est réélu avec 63,39 % des suffrages pour un second mandat de cinq ans.

## Parcours politique
En octobre 2023, il annonce sa candidature aux élections régionales belges de 2024 au sein du parti Les Engagés. Il est élu membre du Parlement wallon avec 13 941 voix de préference, le plus haut score des candidats Engagés pour le Parlement wallon .
Il est désigné sénateur par le Parlement wallon pour la législature 2024-2029 et prête serment le 18 juillet 2024. Il rejoint l'Assemblée parlementaire de l'OTAN en tant que sénateur et est élu le 24 novembre 2024 à la présidence de la commission "sciences et technologies" de l'assemblée lors de sa 70e Session annuelle à Montréal . À la suite de la formation du gouvernement De Wever, le 3 février 2025, il est annoncé président du Sénat. Il est élu au perchoir le 21 février suivant.

## Résultats électoraux
| Élection | Parti politique | Circonscription | Voix de préférence | Pourcentage de voix de préférence |
| -------- | --------------- | --------------- | ------------------ | --------------------------------- |
| 2024     | Les Engagés     | Nivelles        | 13.941             | 5,61 %                            |

## Récompenses
- Bourse de l’Institut de Mathématiques de l'Université d'Oxford (1992)
- Prix Agathon De Potter de l’Académie royale des sciences de Belgique (1993)
- Prix Paul Dubois de l’institut Montefiore (1993)
- Prix Triennal SIAM (2001)
- Prix Adolphe Wetrems de l’Académie royale des sciences de Belgique (2006)
- Prix Antonio Ruberti en système  et contrôle de l’IEEE (2006)
- Commandeur de l'ordre de l'Indépendance (2017, Jordanie)[17]
- Commandeur de l'ordre de Léopold (2017)[18]
- Officier de l'ordre des Palmes Académiques (2022, République française)[19]
- Médaille d'honneur de la KU Leuven (2024)[20]